# Cortinarius cinnabarinus
Cortinarius cinnabarinus (Elias Magnus Fries, 1838) din încrengătura Basidiomycota, în familia Cortinariaceae și de genul Cortinarius,  este o specie de ciuperci otrăvitoare mai puțin frecventă care coabitează, fiind un simbiont micoriza (formează micorize pe rădăcinile arborilor). O denumire populară nu este cunoscută. În România, Basarabia și Bucovina de Nord trăiește în păduri de foioase în grupuri compacte și mănuchiuri, mai ales sub fagi, dar și sub stejari și carpeni. Apare de la câmpie la munte din (iunie) iulie până în octombrie (noiembrie).

## Taxonomie

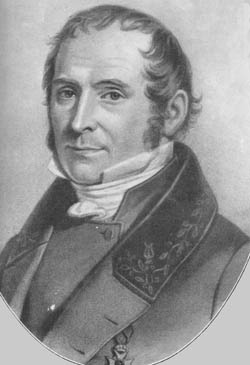
Elias Fries

Numele binomial a fost determinat sub numele și curent valabil (2021) de marele savant suedez Elias Magnus Fries, de verificat în cartea sa Epicrisis systematis mycologici, seu synopsis hymenomycetum din 1838.
Acceptați sinonim sunt: taxonul Dermocybe cinnabarina propagat de botanistul german Friedrich Otto Wünsche din 1877, cel din 1891 al compatriotului său, Otto Kuntze, anume Gomphos cinnabarinus precum Dermocybe cinnabarina f. plana al micologul ceh Johann Hruby (1882–1964) din 1930.
Alte încercări de redenumire nu sunt cunoscute.
Epitetul este derivat din cuvântul latin (latină cinnamum= scorțișoară, derivat din acesta: latină cinnabarinus=cinabru), datorită aspectului ciupercii.

## Descriere

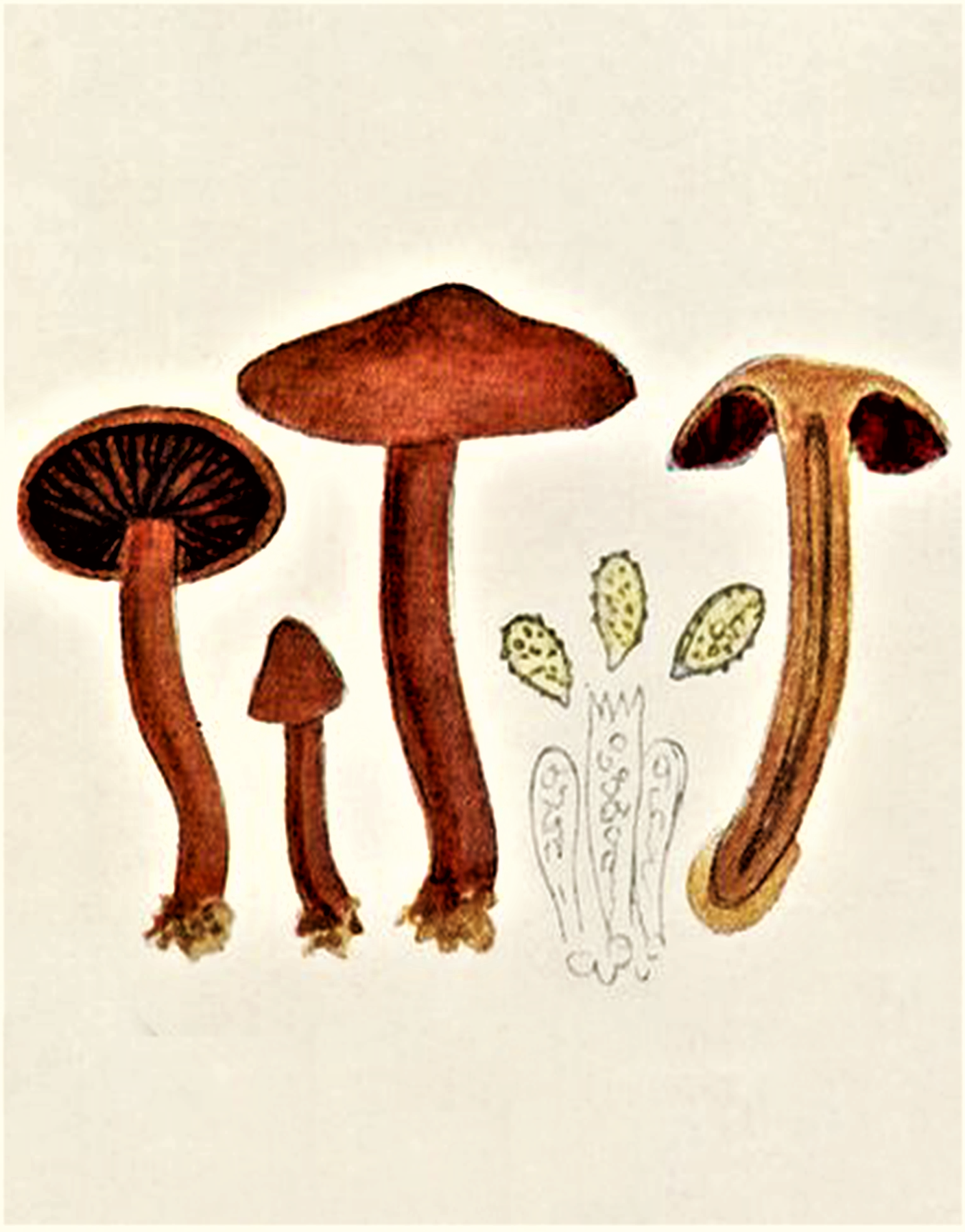
Bres.: C. cinnabarinus

- Pălăria: destul de cărnoasă și higrofană cu un diametru de 3-8 cm, la început acoperită de un văl brun-portocaliu, este conică, adesea turtit cocoșată, apoi aplatizată, nu rar adâncită în centru. Cuticula uscată, mătăsoasă, în tinerețe fin solzoasă, iar la bătrânețe golașă și lucioasă, are un colorit variabil care poate fi brun de scorțișoară, strălucitor roșu-cinabru, roșu-portocaliu sau cărămiziu pe fund galben, estompându-se în vârstă.
- Lamelele: sunt late, îndepărtate între ele, bifurcate și intercalate, de la maturitate parțial ondulate, nu prea înalte precum aderate la picior. Sunt învăluite la început de sus menționata cortină, fiind de aceiași culoare cu pălăria sau ceva mai închise.
- Piciorul: cu o lungime de 6-8 cm și un diametru de 0,5-1,5 cm, este robust și fibros, plin, dar împăiat și bătrân tubular gol pe dinăuntru, mai mult sau mai puțin cilindric precum ocazional ceva bulbos spre bază Suprafața netedă, uneori cu fibre încarnate longitudinal, este de aceiași culoare cu pălăria pe fund galben. Nu poartă un inel.
- Carnea: de colorit roșu de cinabru până roșiatic-gălbui și la bătrânețe ocru este fermă și fibroasă, mirosul fiind slab de ridichi și gustul blând, dar neînsemnat.
- Caracteristici microscopice: are spori elipsoidali și verucoși de culoare gălbuie cu o mărime de 7-8 x 4-4,5 microni, pulberea lor fiind ruginie.

Basidiile clavate cu 4 sterigme fiecare au o dimensiune de 25-30 x 5-7 microni. Cistidele (elemente sterile situate în stratul himenal sau printre celulele din pielița pălăriei și a piciorului, probabil cu rol de excreție) sunt mai scurte și în formă de măciucă.
- Reacții chimice: lamelele și coaja piciorului se decolorează cu hidroxid de potasiu imediat sângeriul, apoi brun și lamelele cu sulfat de fier verde-măsliniu.[11]

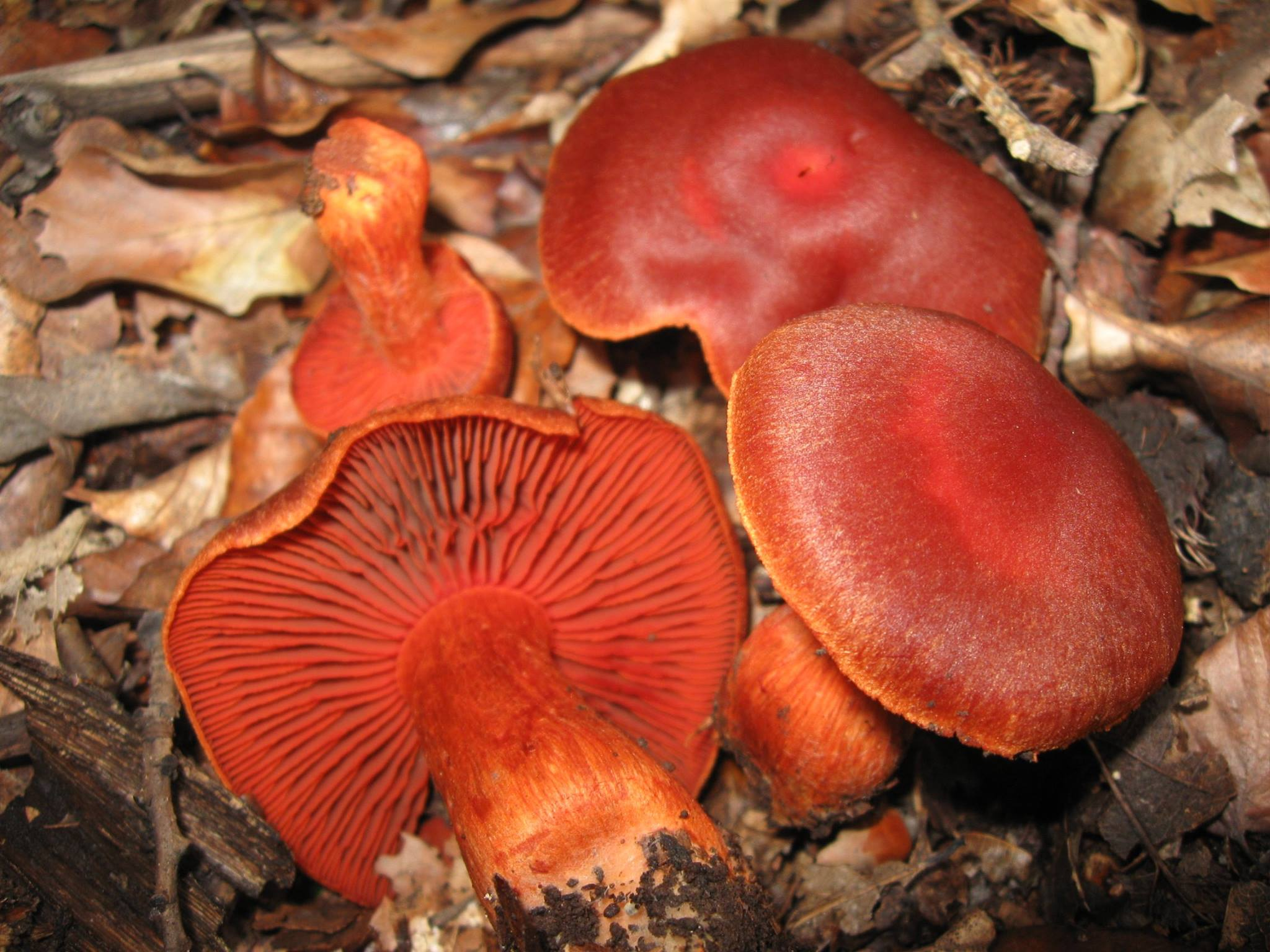
C. cinnabarinus: pălărie, lamele și picior
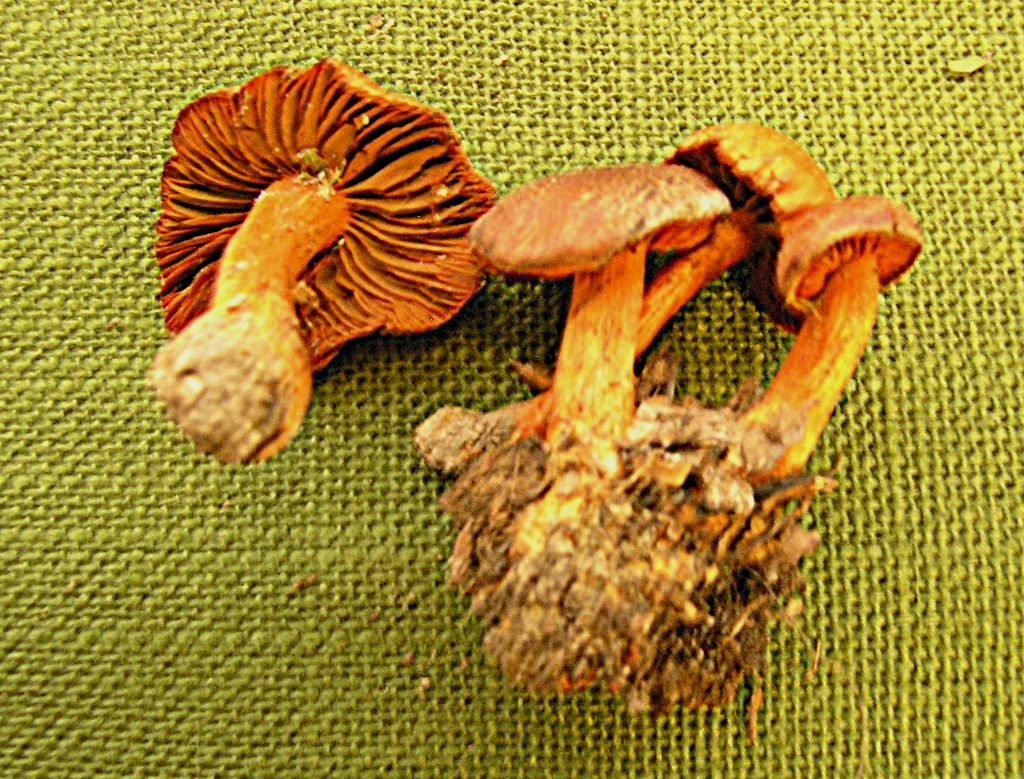
C. cinnabarinus, diverse forme, smoc

## Confuzii
Specia poate fi confundată cu suratele ei de același gen cum sunt de exemplu: Cortinarius armeniacus (necomestibil), Cortinarius balaustinus (comestibil), Cortinarius bolaris (necomestibil), Cortinarius cagei sin. Cortinarius bicolor (necomestibil), Cortinarius callisteus (otrăvitor), Cortinarius caninus (comestibil), Cortinarius cinnamomeus (otrăvitor),  Cortinarius corrugatus (suspect), Cortinarius croceus (otrăvitor), Cortinarius limonius (letal) Cortinarius malicorius (otrăvitor), Cortinarius orellanus (mortal), Cortinarius rubellus (mortal), Cortinarius sanguineus (otrăvitor), Cortinarius semisanguineus (otrăvitor) sau Cortinarius uliginosus (otrăvitor).

## Specii asemănătoare în imagini

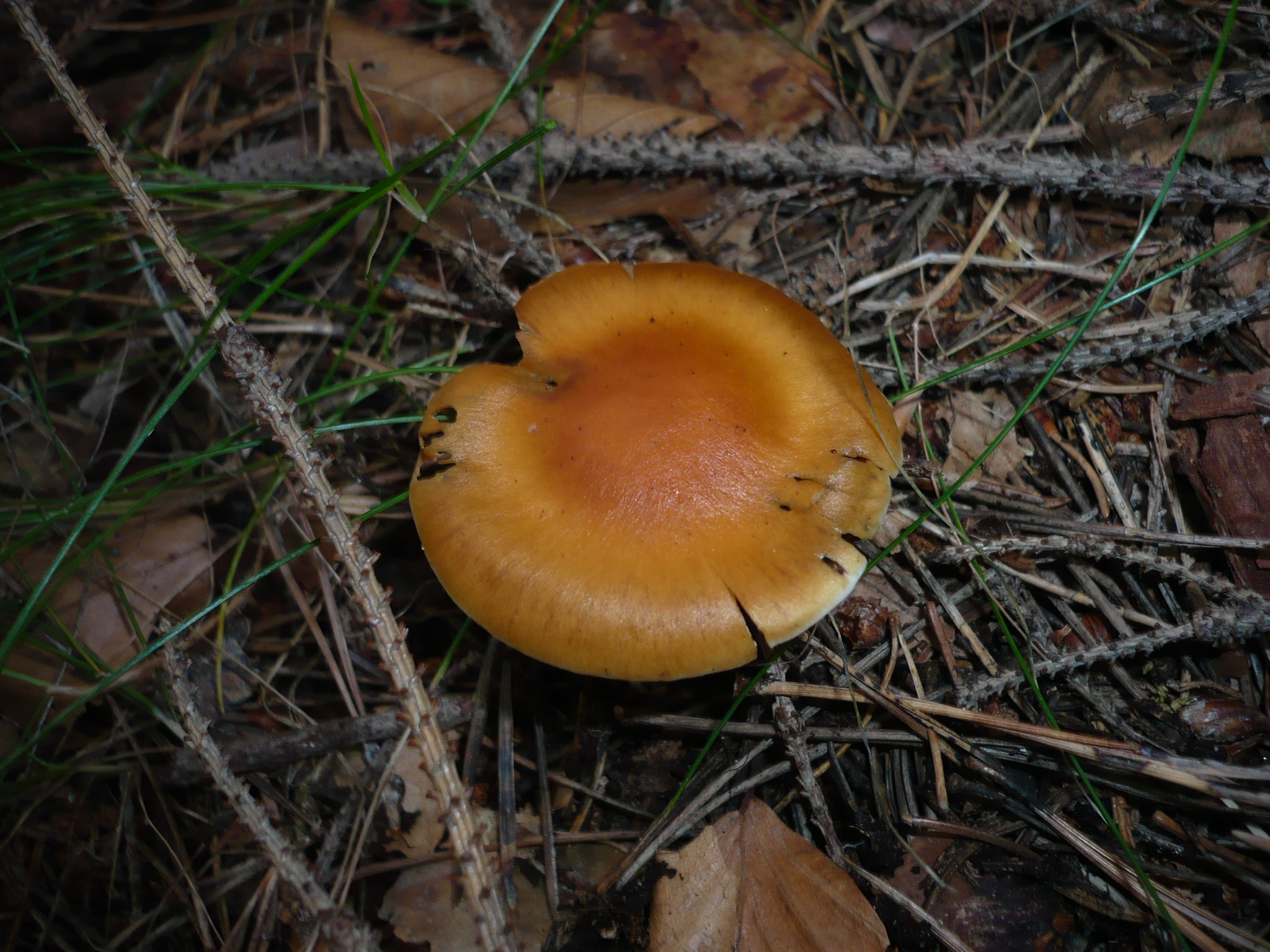
!Cortinarius armeniacus!
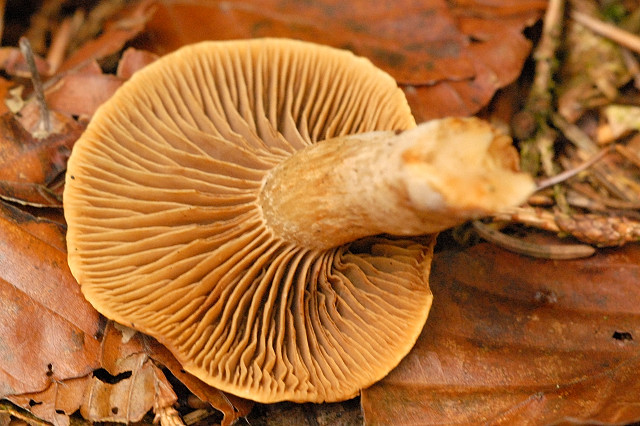
Cortinarius balaustinus
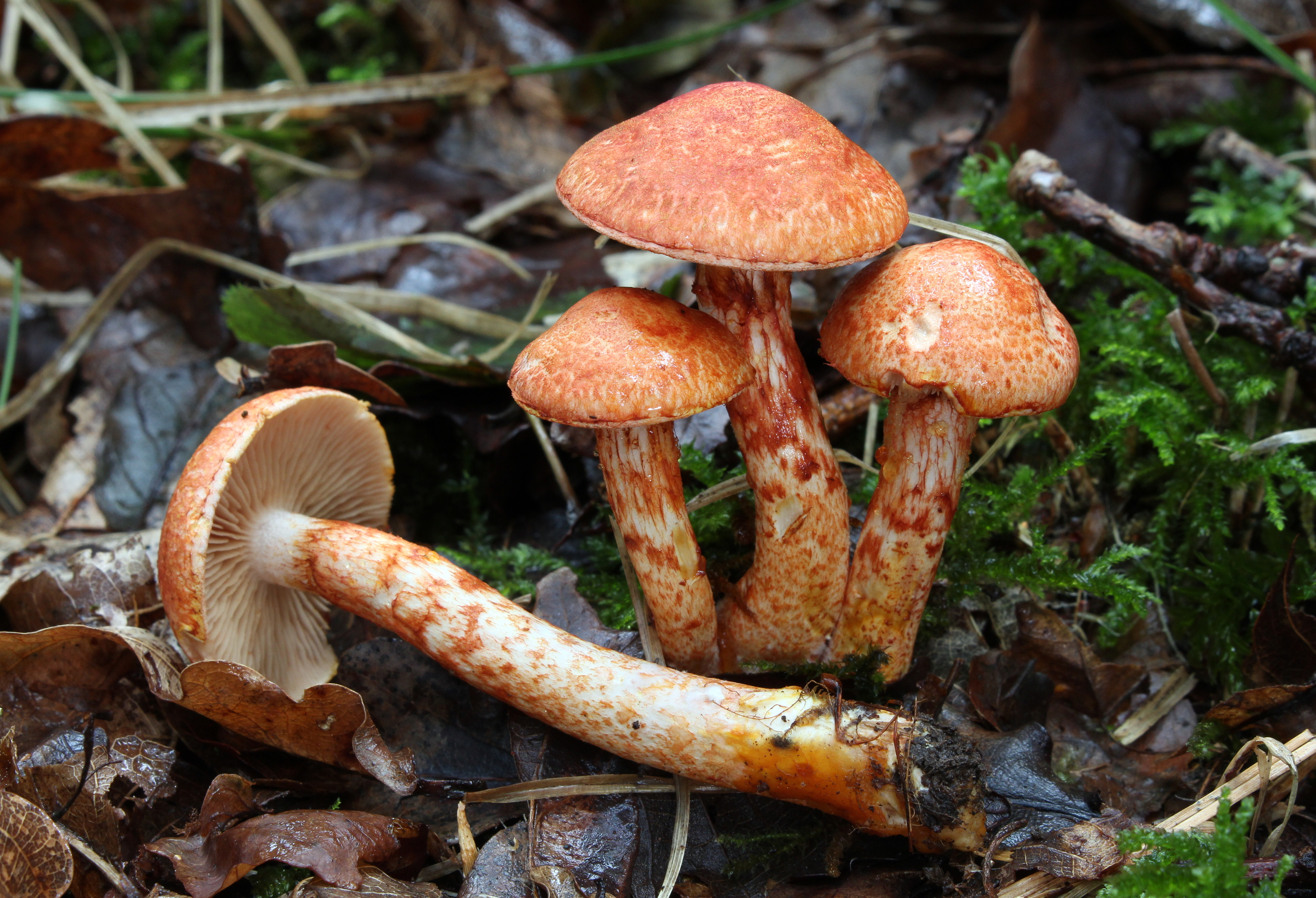
!Cortinarius bolaris!
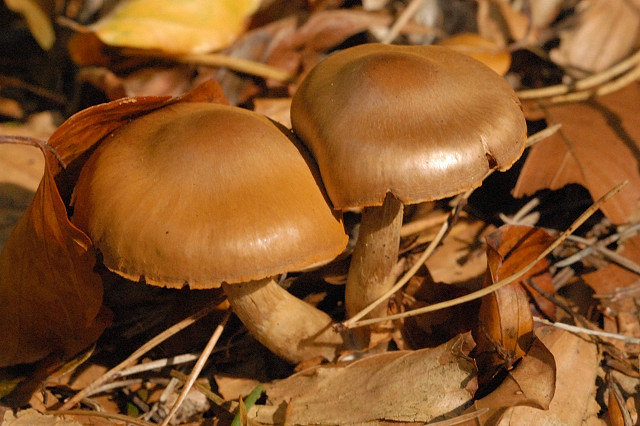
!Cortinarius cagei!
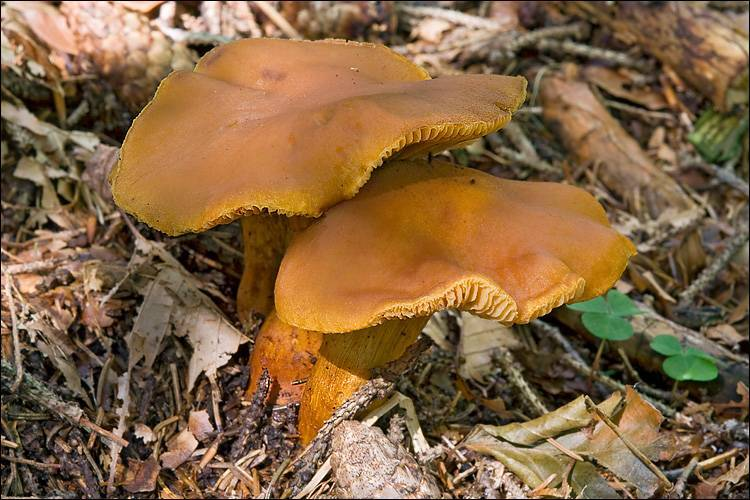
!!Cortinarius callisteus!!

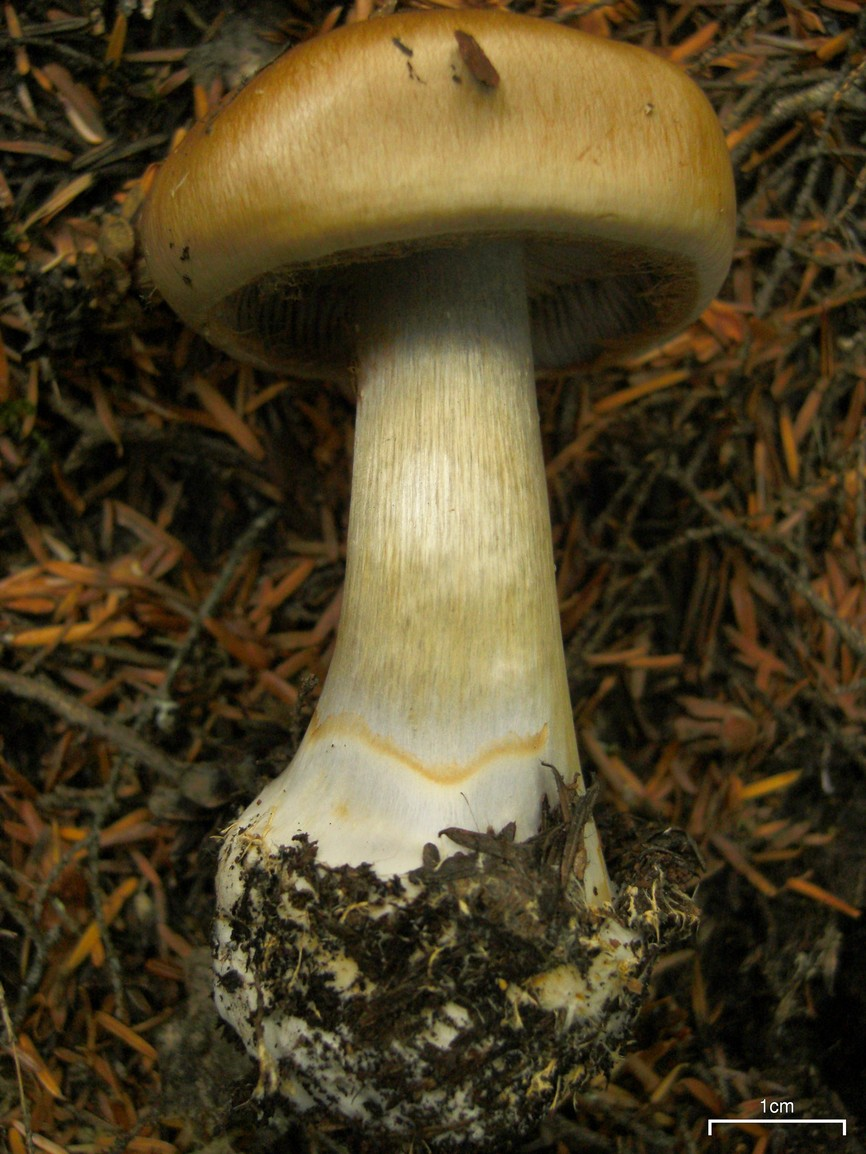
Cortinarius caninus
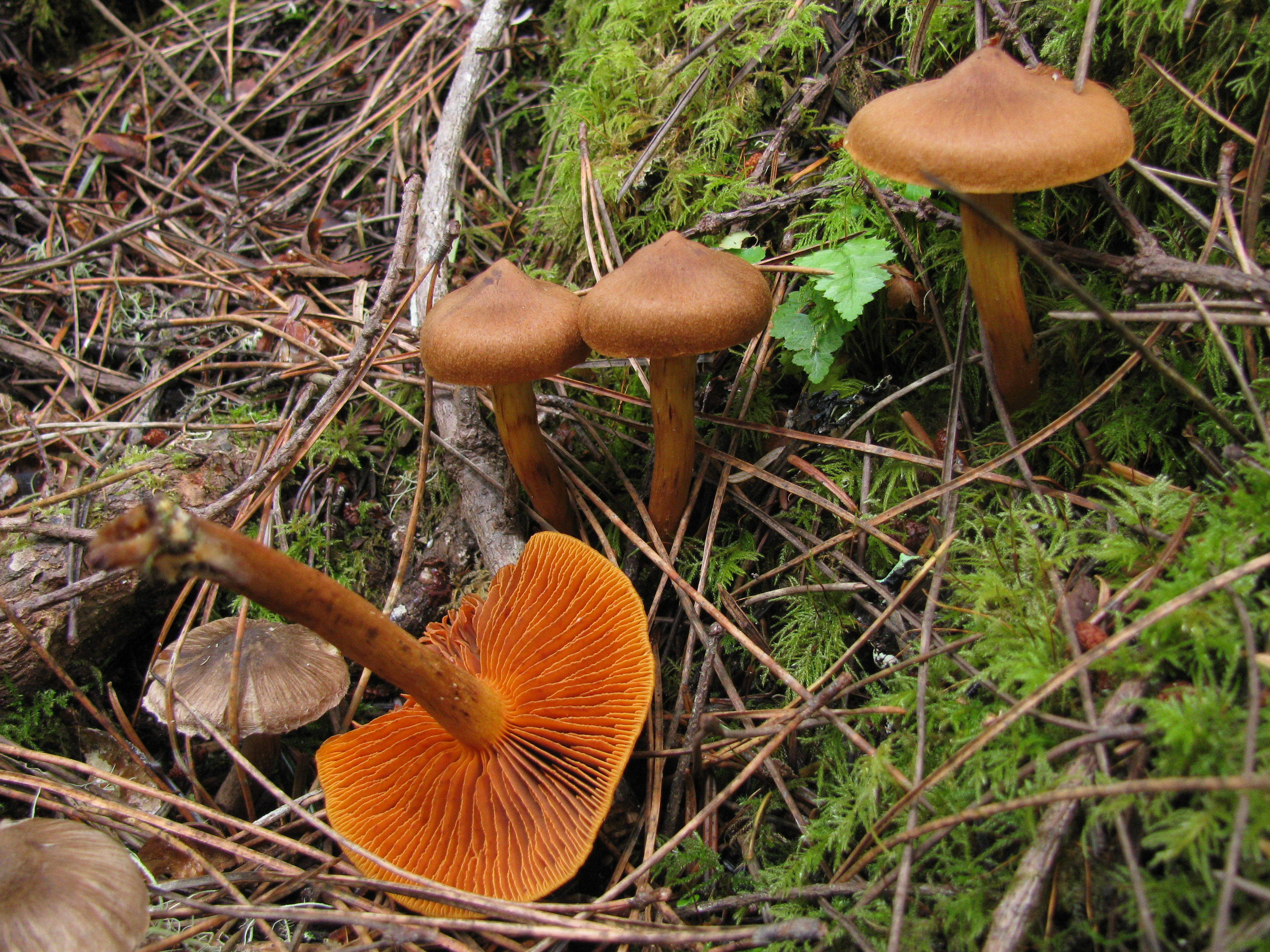
!!Cortinarius cinnamomeus!!
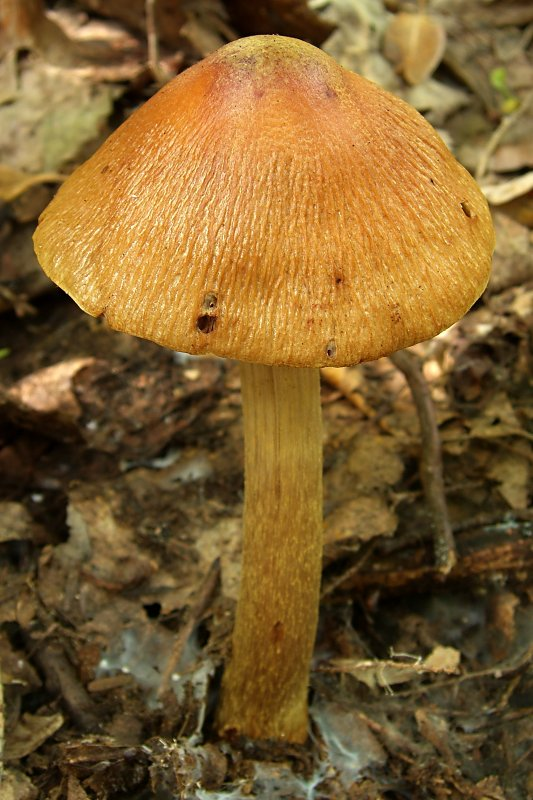
!!Cortinarius corrugatus!!
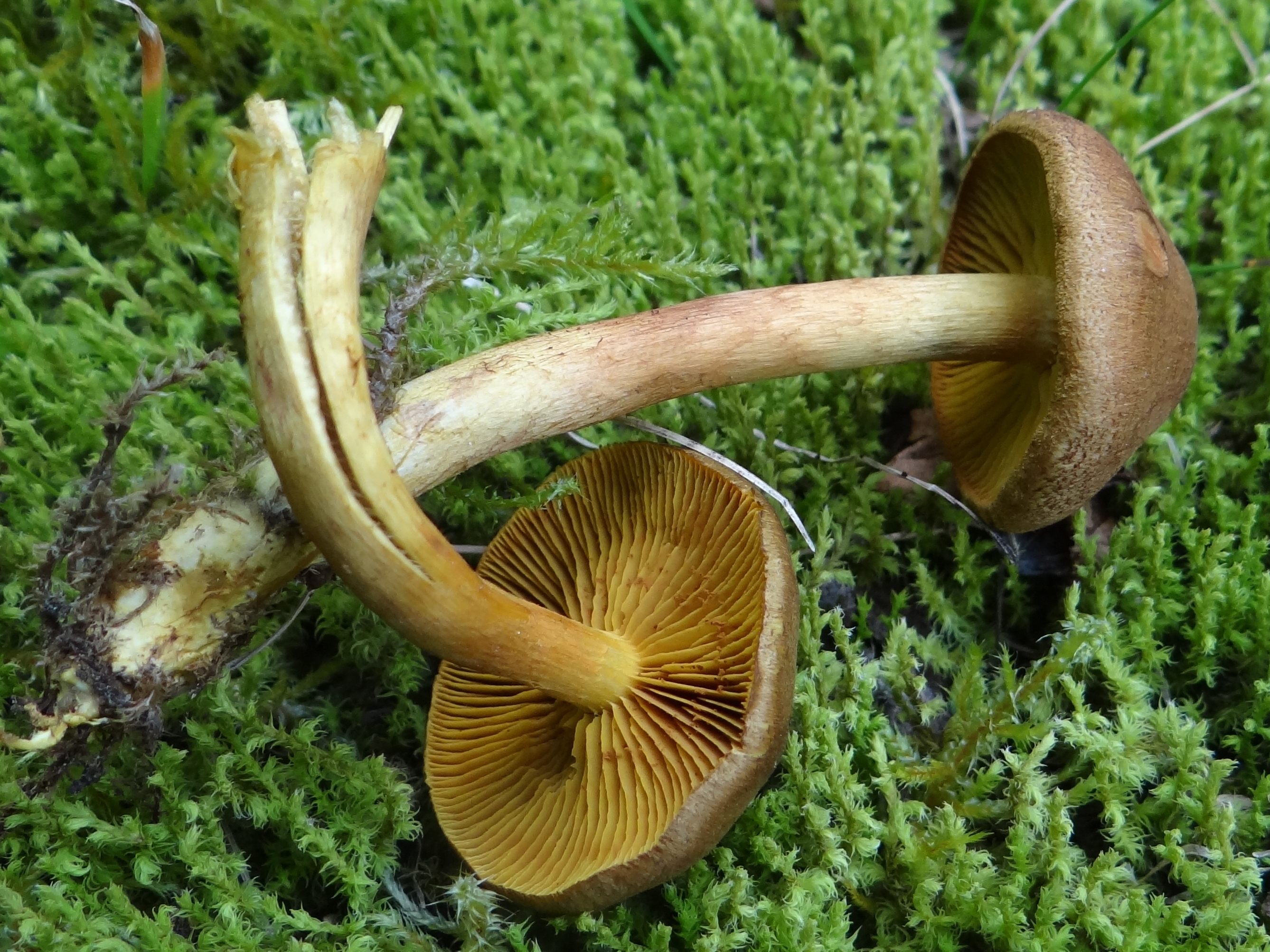
!!Cortinarius croceus!!
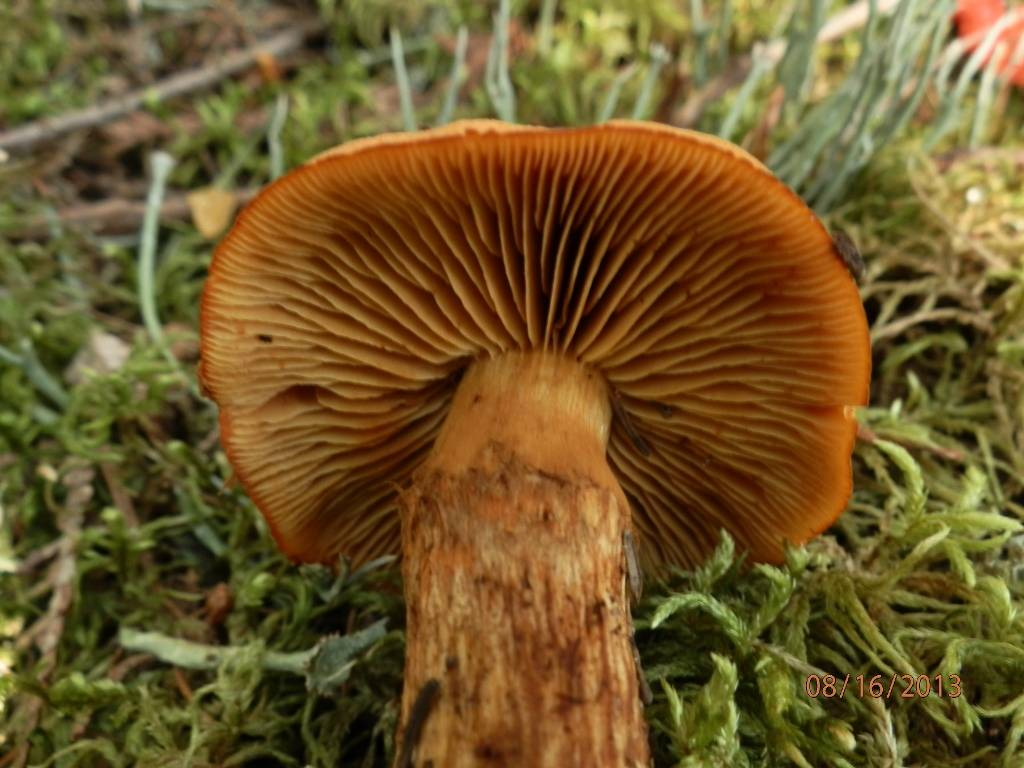
!!!Cortinarius limonius!!!

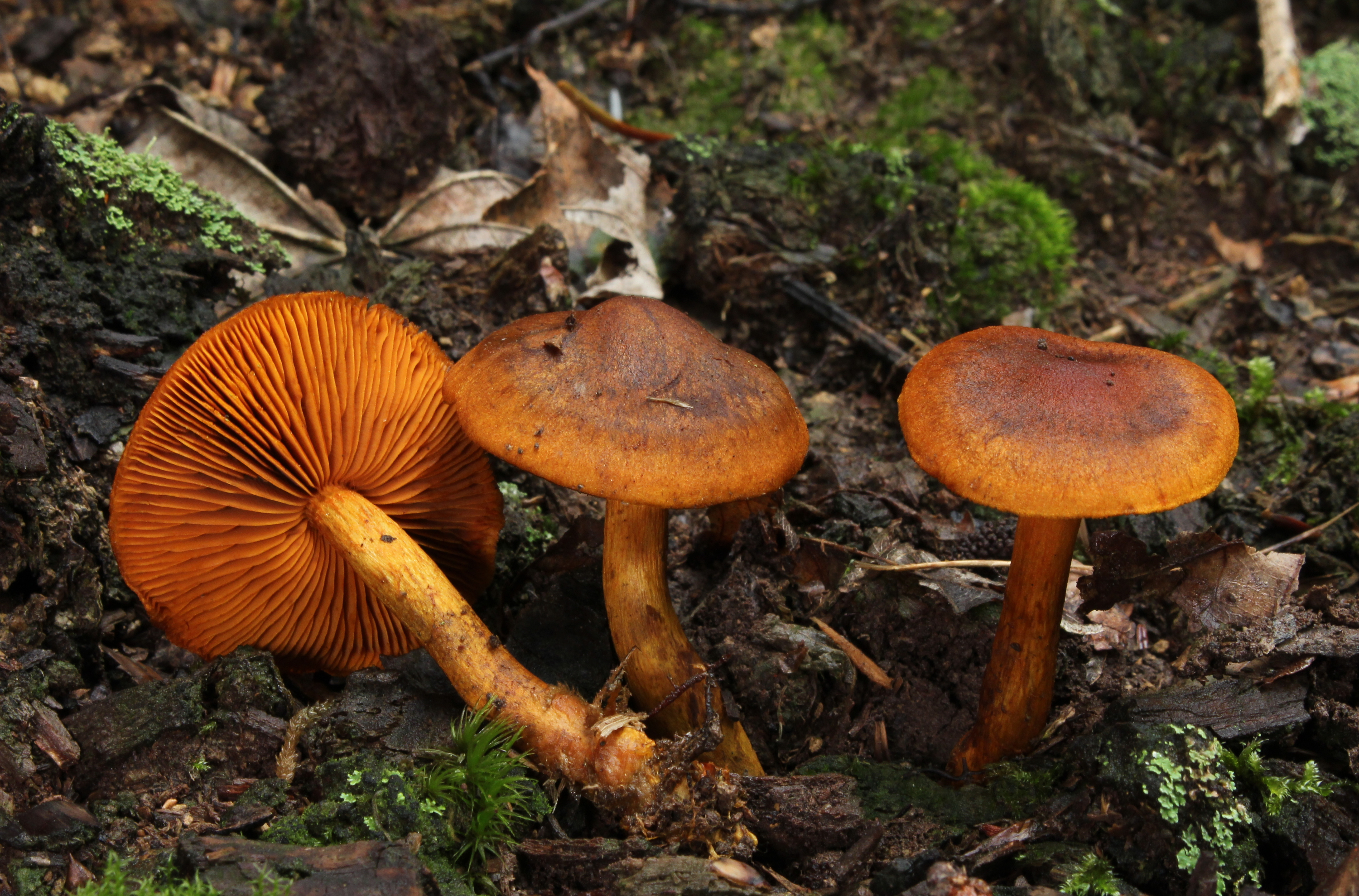
!!Cortinarius malicorius!!
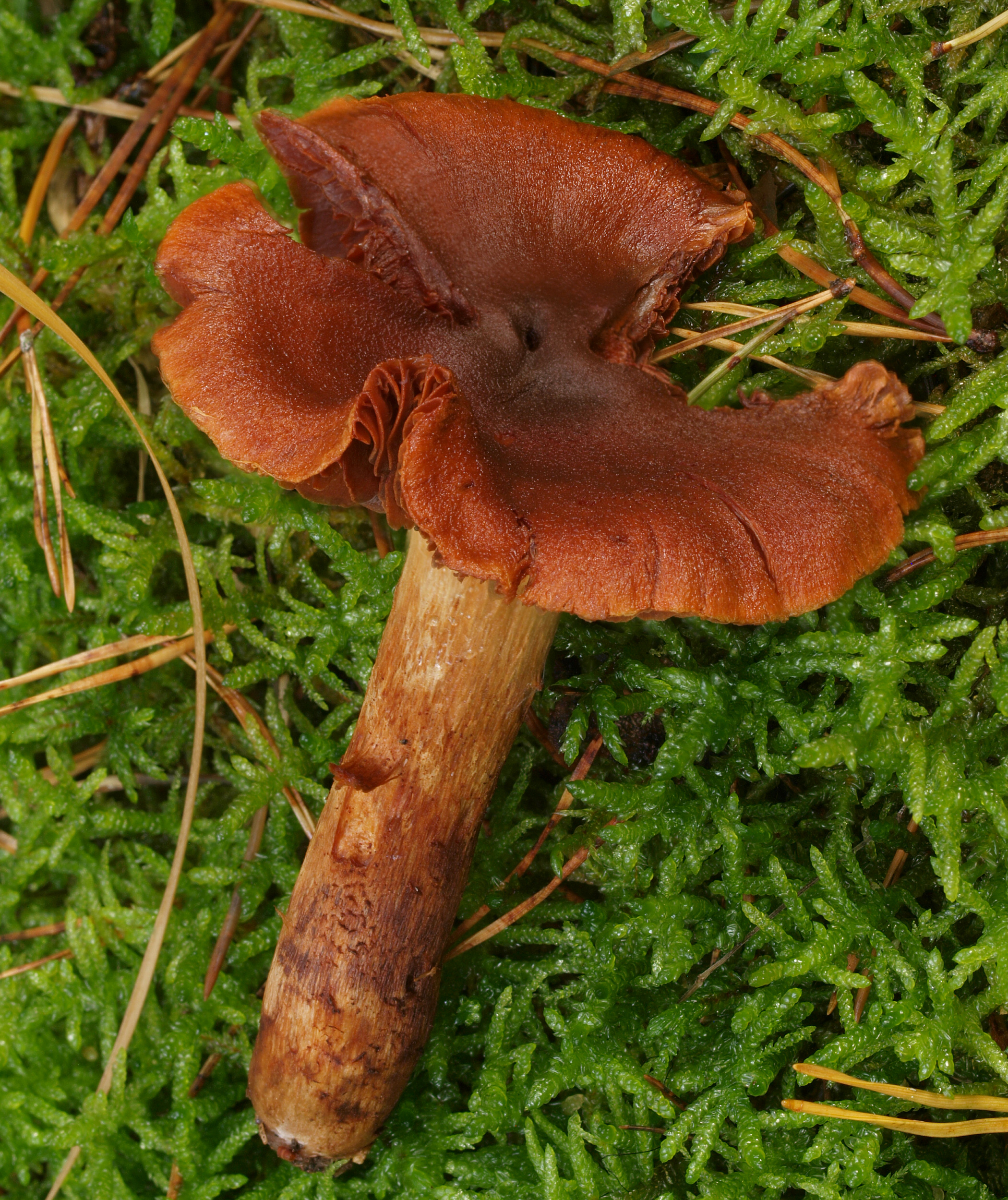
!!!Cortinarius orellanus!!!
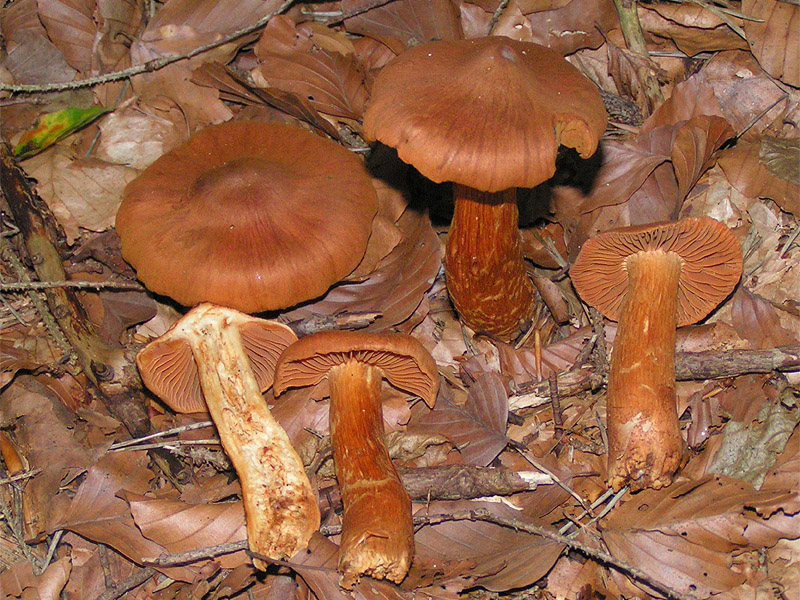
!!!Cortinarius rubellus!!!
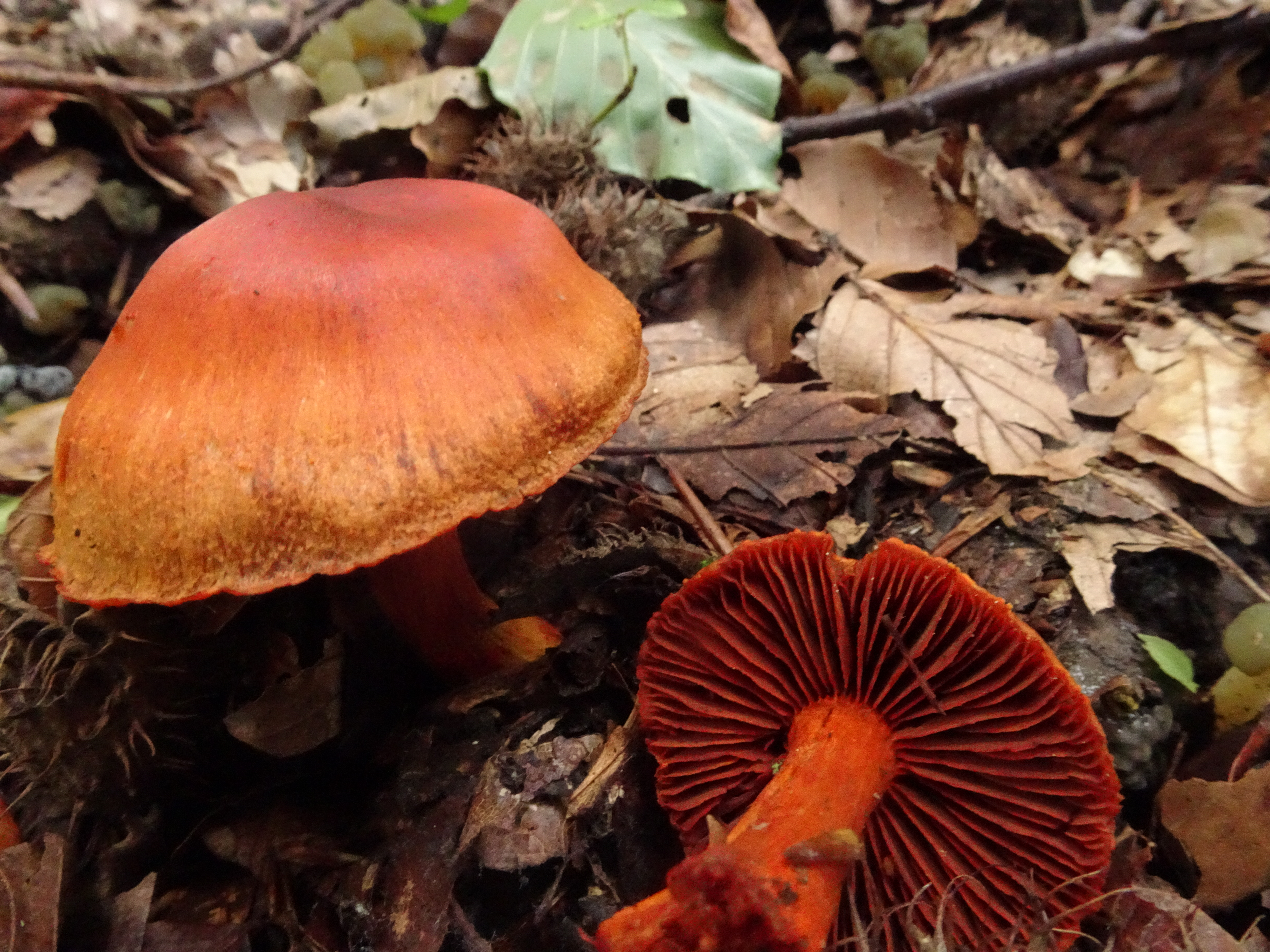
!!Cortinarius sanguineus!!
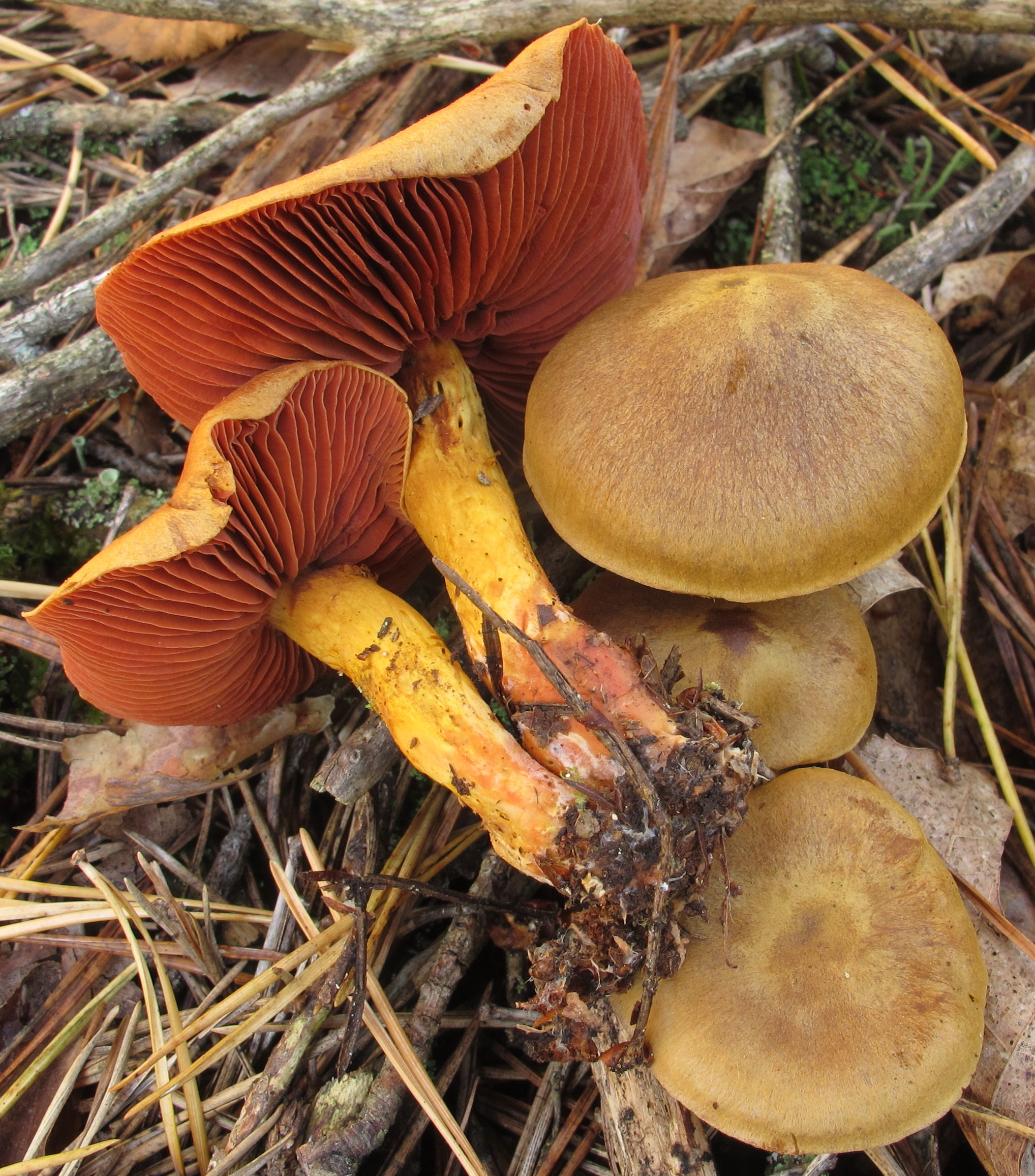
!!Cortinarius semisanguineus!!
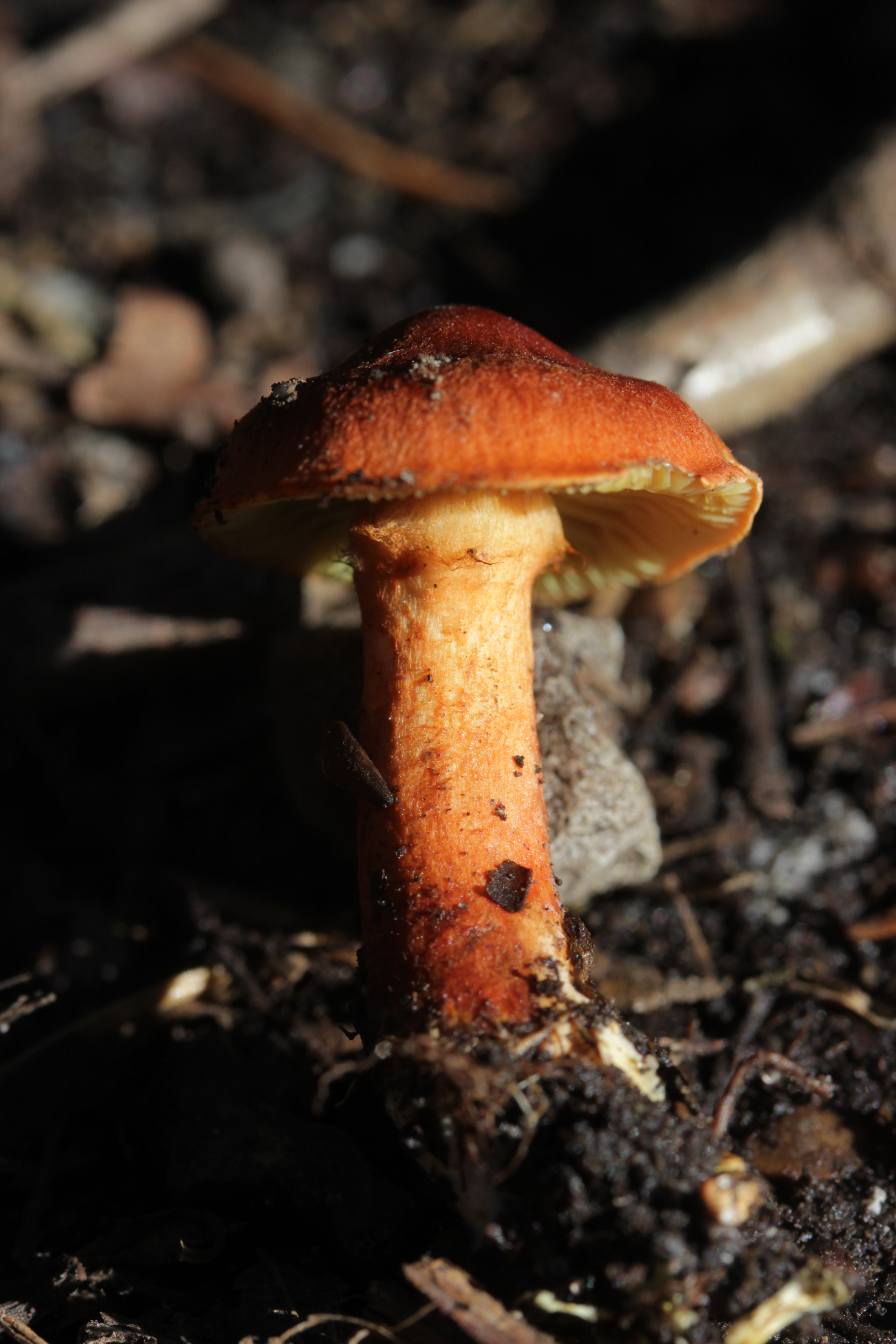
!!Cortinarius uliginosus!!

## Valorificare
Pe vremuri, specia a fost văzută necomestibilă și suspectă. Între timp s-au dovedit mai multe intoxicații grave după ingerarea ei.
Această ciupercă poate fi folosită pentru vopsirea hainelor și mai ales a lânii. Materialul, odată fiert în apă sub adăugarea de exemplare uscate ale buretelui precum de 20% alaun și 10% cremă de tartru (amestec sedimentar depus pe fundul vaselor în care se păstrează vinul), se decolorează roșu-portocaliu, iar fără aditivi gri-roz. Coloranții acestei specii se dizolvă și în alcool.